# Чезово (Бреша)
Чезово је насеље у Италији у округу Бреша, региону Ломбардија.
Према процени из 2011. у насељу је живело 141 становника. Насеље се налази на надморској висини од 604 м.